# Jean-Paul Medina
Pour les articles homonymes, voir Manu.
Jean-Paul Medina dit "Manu" est né le 14 décembre 1960 à Béziers. Il est un joueur de rugby à XV ayant évolué aux postes d'ailier et de centre avec l'AS Béziers.

## Biographie
Joueur formé au club de Nissan-lez-Ensérune d'où il est originaire puis à Lespignan. Il arriva à l'AS Béziers au début des années 80 en équipe junior.
Il intégra rapidement l'équipe première où il devint à partir de 1983 un titulaire à part entière avec comme compère sur l'autre aile nul autre que Michel Fabre.
Une bagarre avec Guy Novès en quart de finale du Championnat de France de la saison 1982/1983 le priva de la finale au Parc des Princes face à Nice.
L'année suivante il est titulaire face au grand Agen de Philippe Sella et Coco Delage en finale du Championnat et marque même sur une interception.
L'anecdote sur "Manu" est qu'il est donc le dernier biterrois à avoir marqué un essai en finale à ce jour.

## Palmarès
- Champion de France (3): 1981, 1983 et 1984.
- Vainqueur de la Coupe de France (1): 1986